# Mount O'Neil
Mount O'Neil är ett berg i Antarktis. Det ligger i Västantarktis. Inget land gör anspråk på området. Toppen på Mount O'Neil är 2 090 meter över havet, eller 108 meter över den omgivande terrängen. Bredden vid basen är 1,1 km.
Terrängen runt Mount O'Neil är huvudsakligen lite bergig. Trakten är obefolkad. Det finns inga samhällen i närheten.